# Biserica de lemn din Groșeni

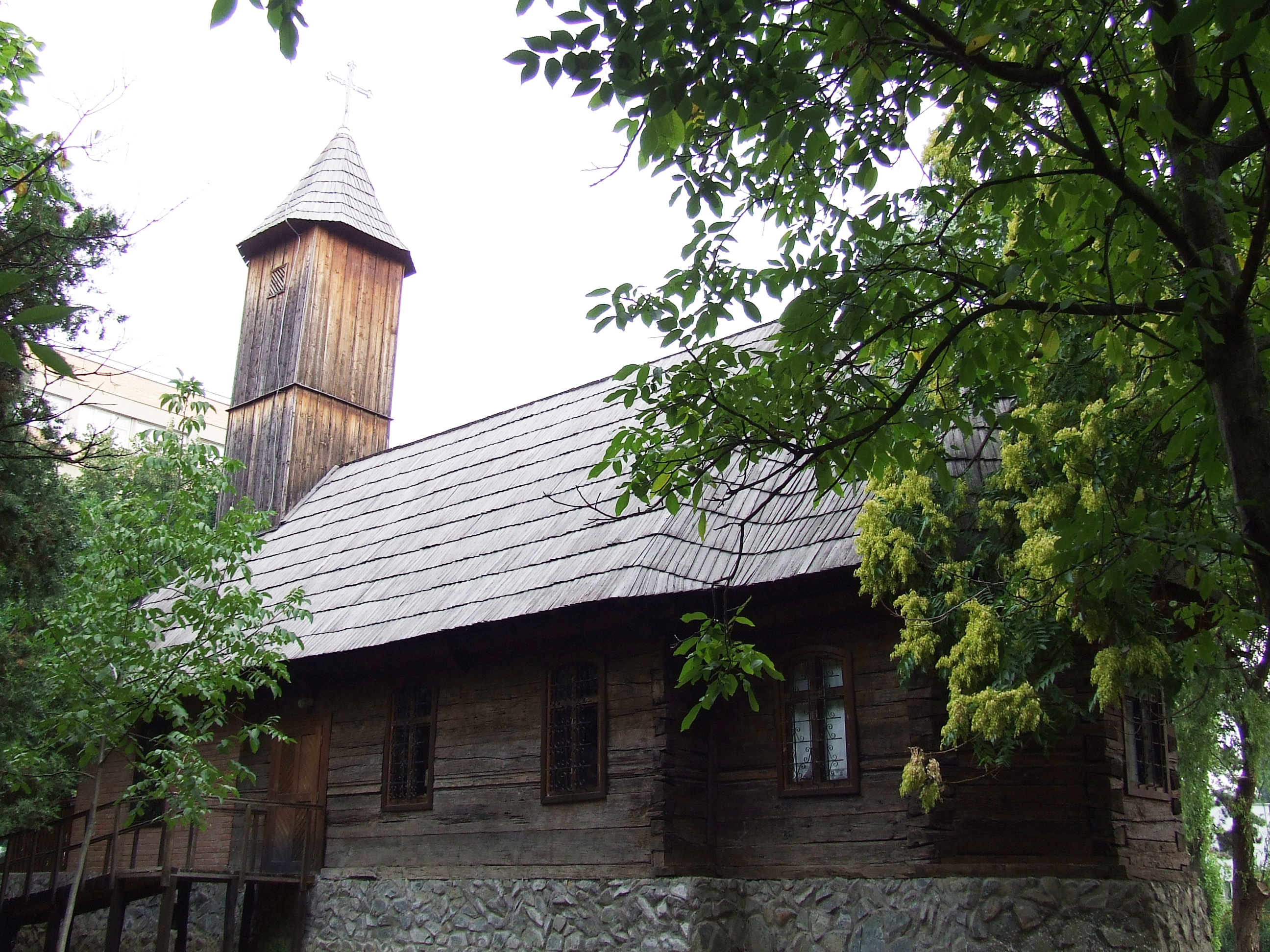
Biserica de lemn din Groşeni, Arad, 2009

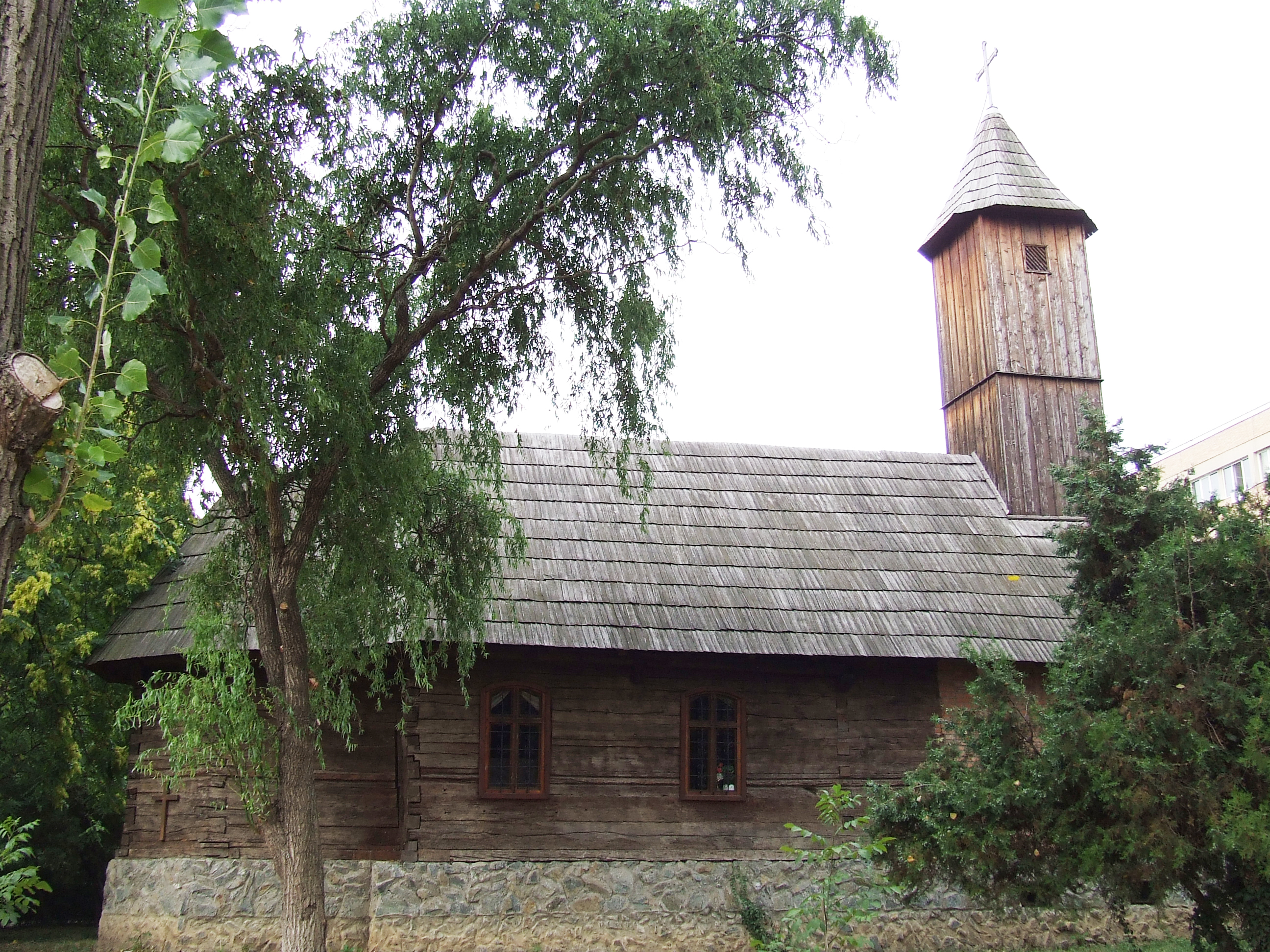
Biserica de lemn din Groşeni, Arad, 2009

Biserica de lemn din Groșeni, județul Arad a fost edificată probabil în anul 1724, an citit în pronaosul bisericii de către Coriolan Petranu. Biserica a fost strămutată și sființită în anul 2001, în curtea Spitalului Municipal din Arad. 

## Istoric
Odată cu schimbările din decembrie 1989, noua conducere a Spitalului Clinic Județean Arad s-a gândit că pe lângă asistența medicală acordată pacienților săi, ar fi binevenită și asigurarea unei asistențe religioase care să ajute la refacerea sănătății celor internați. Astfel, s-a luat legătura cu Episcopia Ortodoxă a Aradului, Ienopolei și Hălmagiului, și cu contribuția directă a P.C. preot Roman și cu binecuvântarea P.S. episcop Timotei, odată cu sărbătorile Crăciunului 1990, s-a început săvârșirea slujbelor ortodoxe pentru bolnavi în toate duminicile și sărbătorile religioase. Pentru început săvârșirea acestor servicii s-a făcut prin jertfa PC părintele Roman, iar mai apoi prin alternanță de către alți preoți de la parohiile din Arad. 
În anul 1995, odată cu numirea de preoți ortodocși în marile spitale românești, a fost numit ca preot permanent al spitalului părintele Pavel Vesa. Acesta a continuat slujirea într-un spațiu de la etajul VI - sala de conferințe - ce a fost adaptat cerințelor specifice acestui scop prin grija exclusivă a sa. 
Zicala cu „omul sfințește locul" s-a adeverit și în cazul acestui preot. Doritor să-și îndeplinească serviciul în condiții cât mai bune, el a început imediat demersurile pentru construirea unei biserici adevărate în incinta spitalului. După mai multe încercări nereușite, a descoperit o ocazie neașteptată pentru rezolvarea situației. Bun cunoscător al istoriei și meleagurilor arădene (preotul Vesa era în acea vreme doctorand în istorie veche bisericească, între timp el obținând titlul de „Doctor în Istorie" al Universității din Cluj), acesta a aflat că o veche biserică din lemn din județul Arad este pe cale de a fi demolată, distrusă și pusă pe foc. Era vorba de biserica de lemn din localitatea Groșeni, Arad, probabil cea mai veche din această zonă, dacă se ia în considerare anul 1724 citit de istoricul Coriolan Petreanu, undeva la intrarea în Pronaos. 
Aceasta a fost -la început- o constructie cu pereți alcătuiți din bârne orizontale, împrejmuită de un brâu sculptat cu motivul funiei și având un turn înalt pe pronaos. Planul era un dreptunghi, terminat printr-o absidă decroșată, sprijinită pe trei laturi ale unui octogon. În decursul timpului biserica a suferit câteva modificari esențiale prin lungirea bisericii, reconstruirea turnului și încastrarea de ferestre. După anul 1990, prin construirea de către credincioșii din Groșeni a unei noi biserici, cea din lemn a ajuns în paragină. Turnul a dispărut, pronaosul a fost demolat, rămânând în fapt doar un depozit de materiale ce urma a fi dărâmat și el și folosit la încălzirea noului edificiu. În acest moment a intervenit părintele Vesa, care s-a gândit că ceea ce a mai rămas din vechea biserică de lemn, poate fi integrat într-o biserică nouă, pe care a plănuit să o ridice în parcul Spitalului unde era duhovnic. Cum toată această întreprindere se presupunea că va costa foarte mult, bunele intenții se părea ca vor fi anulate de lipsa fondurilor necesare. Dar cum Atotputernicul probabil că aflase de proiectul părintelui, acesta a fost călăuzit și inspirat spre o întâlnire cu doamna academician Cornelia Bodea, - istoric de formație - o fiică distinsă a meleagurilor arădene, născută într-o familie de preoți și nepoți ai lui Moise Nicoară. Dânsa a fost cea care s-a angajat să suporte toate cheltuielile necesare acestor lucrări, și până la urmă a ajuns să doneze împreună cu familia, o sumă de aproximativ un miliard de lei. Pentru acest fapt, ea merită să fie considerată al doilea ctitor al acestei biserici. Începute în vara anului 2000, lucrările de demolare, transport, reconstruire, restaurare a lăcașului și restaurare a picturii interioare s-au finalizat spre toamna anului 2002, slujba de resfințire având loc în 14 octombrie același an. 
Noul edificiu încorporează sub un singur acoperiș de șindrilă, altarul și naosul vechi, cărora li s-a adăugat un pronaos nou construit din cărămidă aparentă. Folosirea cărămizii în construcția pronaosului evidențiază partea nouă a bisericii, dar nu impietează asupra părții vechi, istorice. Curățite și tratate cu substanțe care pun în evidență culoarea naturală a lemnului, grinzile de gorun din vechea biserică au dobândit parcă o nouă viață și o nouă frumusețe. În interior se regăsește atmosfera spirituală a veacurilor trecute, prin intermediul picturii de pe Iconostas și a celei de pe bolta Naosului. Făcută de specialiști în domeniu, analiza stilistică a picturii de pe Iconostas și de pe Ușile Împărătești și Diaconești, indică o lucrare a lui David zugravu din Curtea de Argeș, extrem de activ în Bihor între anii 1746 și 1786. Pictura de pe bolta este mult mai târzie. Câteva indicii permit să fie atribuită unui alt zugrav bihorean, Ioan Lopoșan, activ în prima jumătate a secolului XIX. Din păcate, lucrarea sa cea mai semnificativă, „Judecata de apoi", aflată pe un perete lateral al pronaosului a fost distrusă odată cu acesta. Se mai păstrează doar un fragment din capul Leviatanului, foarte asemănător cu cel din aceeași scenă pictată de Lopoșan în biserica de la Rotărești-Bihor.

## Imagini de arhivă

Biserica de lemn, aşa cum arăta în perioada interbelică